# Deverra denudata
Deverra denudata es una especie de planta fanerógama perteneciente a la familia de las apiáceas. Es originaria del norte de África, donde se distriiiibuye por Marruecos, Argelia, Túnez y Libia.

## Taxonomía
Deverra denudata fue descrita por (Viv.) Pfisterer & Podlech y publicado en Mitteilungen der Botanischen Staatssammlung München 22: 587. 1980.
Sinonimia
- Deverra chlorantha Coss. & Durieu
- Deverra pituranthos DC.
- Hymenophora denudata (Viv.) Coss.
- Pituranthos chloranthus (Coss. & Durieu) Schinz
- Pituranthos chloranthus subsp. robustus Maire
- Pituranthos crassifolius Andr.
- Pituranthos denudatus Viv.[3]

subsp. aphylla (Cham. & Schltdl.) Pfisterer & Podlech
- Bubon aphyllum Cham. & Schltdl.
- Deverra aphylla (Cham. & Schltdl.) DC.
- Pituranthos aphyllus Benth. & Hook. f. ex Schinz